# Mispila diluta
Mispila diluta är en skalbaggsart som först beskrevs av Francis Polkinghorne Pascoe 1864.  Mispila diluta ingår i släktet Mispila och familjen långhorningar. Inga underarter finns listade i Catalogue of Life.